# Eicosanoide

Estrutura química do ácido araquidônico, do qual derivam a grande maioria dos eicosanoides.

Em bioquímica, chamam-se eicosanoides as moléculas derivadas de ácidos graxos com 20 carbonos das famílias ômega-3 e ômega 6. A maioria dos eicosanoides mais relevantes deriva do ácido araquidônico através da via metabólica da cascata do ácido araquidônico. Elas exercem um complexo controle sobre diversos sistemas do organismo humano, especialmente na inflamação, na imunidade, e como mensageiros do sistema nervoso central. As redes de pesca de controles biológicos que dependem dos eicosanoides estão entre as mais complexas do corpo humano.
Os eicosanoides ômega-6 são geralmente pró-inflamatórios, enquanto os ômega-3 exercem bem menos essa função. A quantidade desses ácidos graxos na dieta de uma pessoa afeta as funções controladas pelos eicosanoides no organismo dela, podendo afetar o sistema cardiovascular, a quantidade de triglicérides, a pressão arterial e a gravidade da artrite. Fármacos anti-inflamatórios como o ácido acetilsalicílico e outros anti-inflamatórios não-esteroides agem diminuindo a síntese de eicosanoides.
Existem três famílias de eicosanoides: os prostanoides, leucotrienos e lipoxinas. Os prostanoides incluem as prostaglandinas, as prostaciclinas e os tromboxanos. Para cada uma há duas ou três séries separadas derivadas de um ácido graxo ômega-3 ou ômega-6. As diferentes atividades dessas séries explicam os efeitos benéficos dos ômega-3 e ômega-6 para a saúde.